# Hydroidea
Hydroidea là một chi thực vật có hoa trong họ Cúc (Asteraceae).

## Loài
Chi Hydroidea gồm các loài: